# Energia solar fotovoltaica de concentração

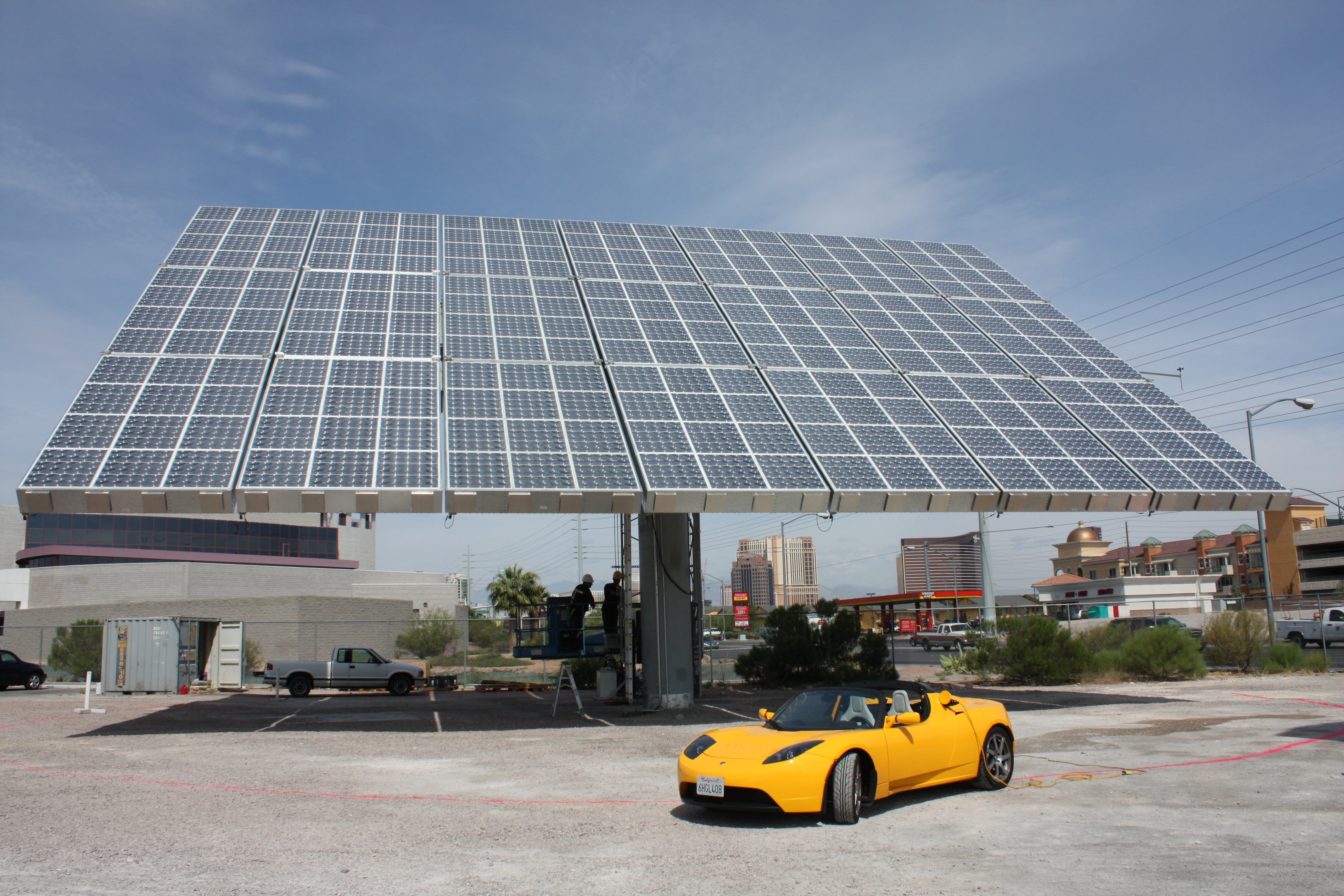
Este sistema, do fabricante Amonix, consiste em milhares de pequenas lentes, a cada uma das quais concentra a intensidade da luz até ~500 vezes, para uma pequena célula fotovoltaica multiunião de alta eficiência. Um veículo eléctrico Tesla Roadster está estacionado ao lado para refletir a escala.

A energia solar fotovoltaica de concentração —também conhecida como CPV, do inglês: Concentrator Photovoltaics— é um tipo de energia solar fotovoltaica que utiliza lentes, espelhos curvados e outros tipos de ópticas para concentrar uma grande quantidade de radiação solar numa pequena área de células fotovoltaicas para gerar eletricidade. Em comparação com as tecnologias fotovoltaicas convencionais, os sistemas CPV permitem poupar custos nas células solares, dado que uma área menor de material fotovoltaico é requerido. Devido a isso, a tecnologia fotovoltaica de concentração pode fazer uso de células fotovoltaicas de multiunião, mais caras mas também bem mais eficientes.
Para conseguir concentrar a luz na área, os sistemas de concentração requerem realizar um maior investimento nas ópticas concentradoras, seguidores solares e sistemas de arrefecimento. Devido a estes custos extras, a concentração fotovoltaica é muito menos comum que a energia solar fotovoltaica tradicional. Não obstante, a investigação e o desenvolvimento atual está a tratar de melhorar a tecnologia CPV para reduzir seu custo.
A tecnologia fotovoltaica de concentração compete também com os centrais solares térmicas. A primeira transforma diretamente a luz solar em eletricidade, enquanto a energia solar térmica converte a luz em calor, que posteriormente se converte em eletricidade. A energia solar térmica é bem mais comum que a fotovoltaica de concentração, ainda que às vezes ambas tecnologias se encontram combinadas.
Comparados com painéis solares sem concentração, os CPV são vantajosos porque o colector solar ocupa menos espaço, o que os faz especialmente indicados para telhados.

## Tipos

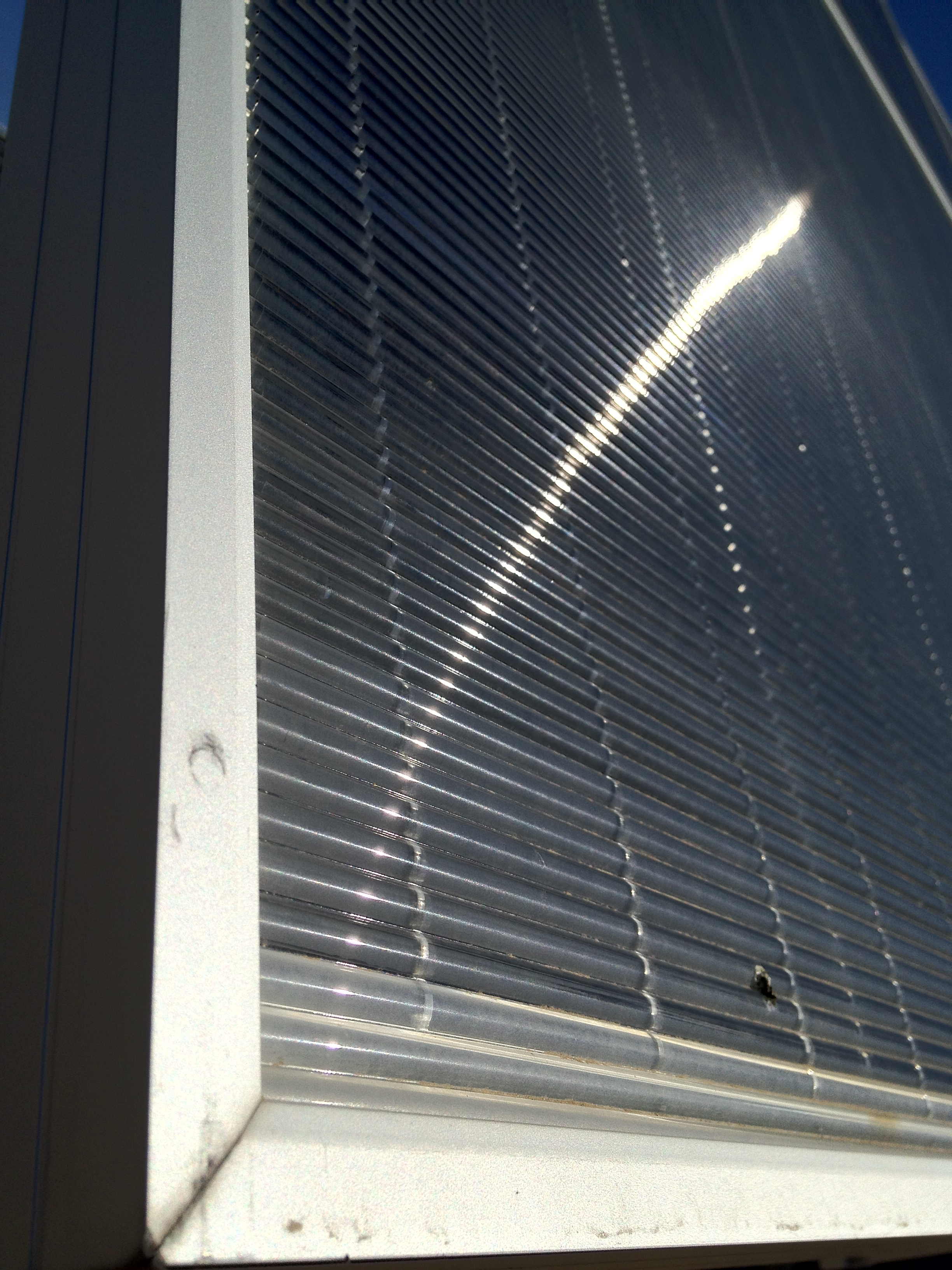
Célula LCPV com lentes de cristal

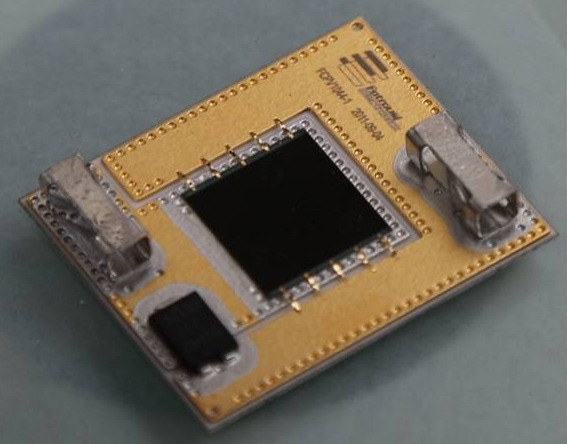
Célula HCPV

Os sistemas de energia solar fotovoltaica de concentração (CPV) se categorizam de acordo com a quantidade da sua concentração solar, medida em «sóis» (o quadrado da magnificação).

### Fotovoltaica de baixa concentração (LCPV)
A fotovoltaica de baixa concentração são sistemas com uma concentração de 2 a 100 sóis.
Por razões econômicas, utilizam-se geralmente células de silício convencionais ou modificadas e, nestas concentrações, o fluxo de calor é o suficientemente baixo para que as células não precisem ser ativamente esfriadas. As leis da óptica indicam que um painel solar com um rácio de baixa concentração pode ter um alto ângulo de aceitação e, desta maneira, em algumas instâncias não requer um rastreamento solar ativo.

### Fotovoltaica em media concentração
Para concentrações de 100 a 300 sóis, os sistemas CPV requerem rastreamento solar de dois eixos e arrefecimento (bem seja passivo ou ativo), o que os faz mais complexos.

### Fotovoltaica de alta concentração (HCPV)
Os sistemas de Fotovoltaica de alta concentração (High concentration photovoltaics - HCPV) empregam óptica de concentração consistente em refletores de prato ou lentes de Fresnel que concentram a luz do sol a intensidades de 1000 sóis ou mais.

### Concentradores solares luminescentes (LSC)

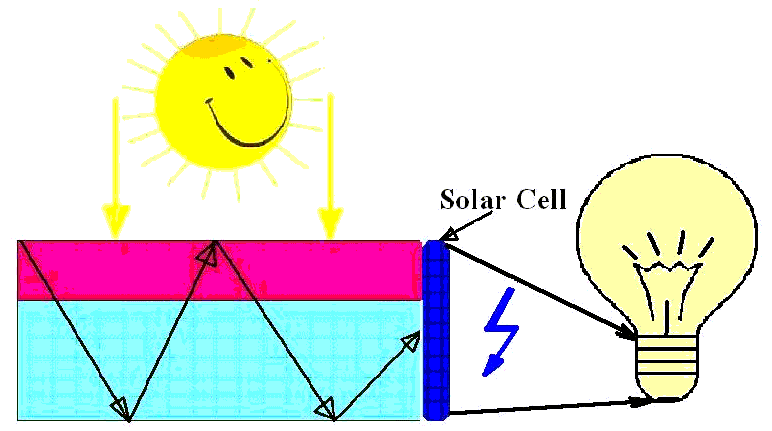
Diagrama esquemático de um LSC (concentrador solar luminescente)

Um novo tipo emergente de concentradores, os quais ainda estão em fase de investigação, são os concentradores solares luminescentes, que se compõem de placas luminescentes já seja totalmente impregnados por espécies luminescentes ou filmes finos fluorescentes sobre placas transparentes. Absorvem a luz solar que se converte na fluorescente, guiada às bordas da placa,onde emerge numa forma concentrada. O factor de concentração é diretamente proporcional à superfície da placa e inversamente proporcional às bordas da placa. Tal disposição permite utilizar pequenas quantidades de células solares como resultado da concentração da luz fluorescente. O concentrador fluorescente é capaz de concentrar tanto na luz direta, como a difusa, o que é especialmente importante nos dias nublados. Assim mesmo, não se precisam caros seguidores solares.